# Boleslav Ier de Bohême
Pour les articles homonymes, voir Boleslas et Boleslas Ier.
Boleslav Ier dit le Cruel (en tchèque : Boleslav I. Ukrutný), né vers 915 et mort le 15 juillet 972 ou 967, est un prince de la dynastie des Přemyslides, fils du duc Vratislav Ier de Bohême et de Drahomíra de Stodor. Il fut duc de Bohême à la suite de l'assassinat de son frère aîné Venceslas Ier en 935 jusqu'à sa mort.

## Famille
Boleslav est le fils cadet de Vratislav Ier, duc de Bohême à Prague, et de son épouse Drahomíra, fille d'un prince des Wendes dans le pays de la Havel.
À la fin du IXe siècle, les Přemyslides, descendants de Bořivoj Ier, le premier souverain chrétien de Bohême, ont profité et l’anarchie qui suit la mort du prince Svatopluk Ier, seigneur de la Grande-Moravie, en 894 pour prendre le pouvoir et se rapprocher de la Francie orientale. Selon les Annales de Fulda, Vratislav et son frère aîné Spytihněv participent à la diète de Ratisbonne en juillet 895 et preta serment de fidélité au roi franc Arnulf.
À la mort de Vratislav en 921, son fils aîné Venceslas Ier lui succédera. Au cours de son règne, il doit se soumettre au roi Henri Ier de Germanie et entre en conflit avec l'aristocratie de Bohême.

## L'accession au trône
Boleslav Ier est connu pour le meurtre le 28 septembre 929 ou 935 de son frère Venceslas Ier à Stará Boleslav, la résidence de Boleslav, dans une conspiration des nobles qui lui permet d'accéder au trône.

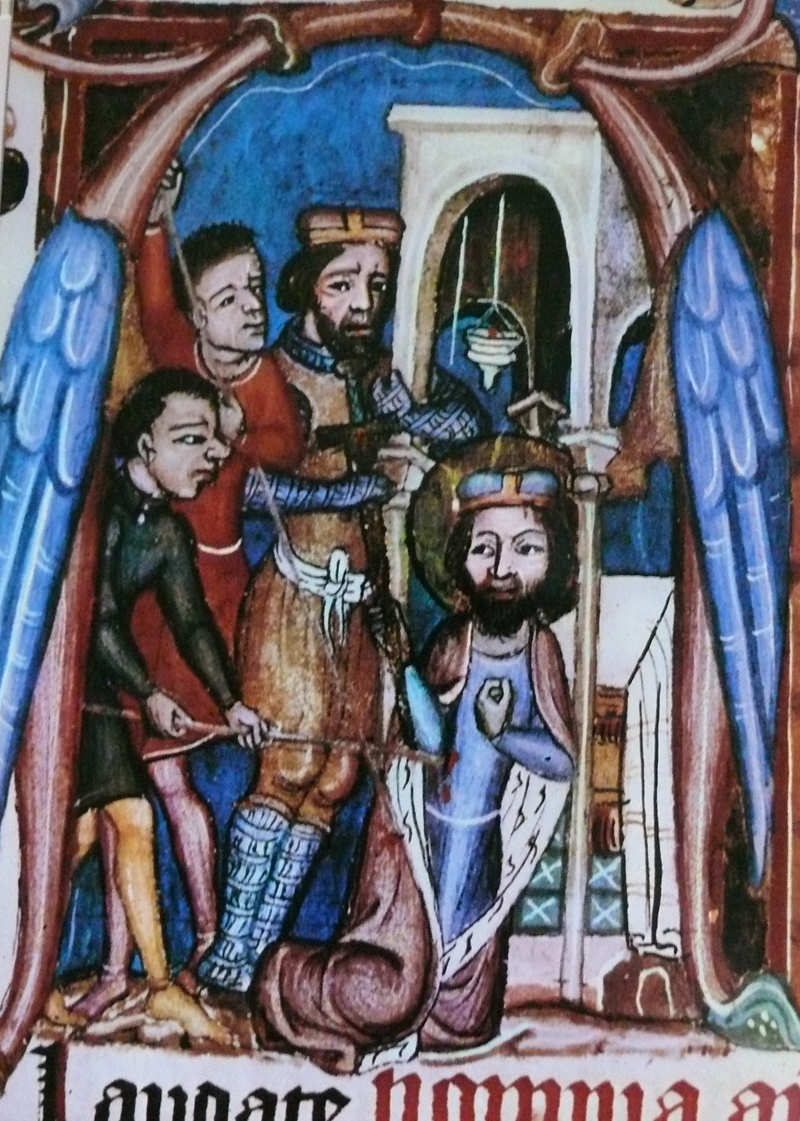
Meurtre de Venceslas dans le Liber viaticus (années 1360).

Venceslas ayant été tué durant une fête pour la naissance d'un fils de Boleslav Ier, celui-ci reçoit de son père le nom étrange de Strachkvas, qui signifie « une effrayante fête ».  Pris de remords ou par calcul, Boleslav promet de consacrer ce fils à l'Église et l'éduque pour en faire un membre du clergé. Sous le nom de « Christian », il sera brièvement évêque de Prague en 996.
Trois ans après l'assassinat, Boleslav accepte que la dépouille de son frère Venceslas soit ramené à Prague et inhumé le 4 mars 932 (ou 938) dans l'église qui deviendra la cathédrale Saint-Guy de Prague Son tombeau y demeure dans la chapelle Saint-Venceslas.

## Règne
Contrairement à son frère, Boleslav a mené une politique plus agressive. À l'ouest, le nouveau duc entre en conflit avec le souverain de Francie orientale Otton Ier qui souhaite incorporer la Bohême dans son royaume. Il a mené un nombre d'incursions dans la Thuringe ; néanmoins, sa force militaire a du mal à faire face à l'armée germanique. Après de vives confrontations, il doit en été 950 se reconnaître le vassal d'Otton et payer le tribut de la paix (tributum pacis).
Alors allié à la Francie orientale, il participe avec sa troupe de 1 000 hommes à la bataille du Lechfeld, le 10 août 955, au cours de laquelle les Hongrois sont définitivement repoussés. Boleslav profite de leur déroute pour occuper la Moravie, la Slovaquie occidentale, la Silésie et le pays des Vislanes avec la ville de Cracovie. Le 16 octobre de la même année, il a soutenu le roi Otton dans une bataille contre les Abodrites, les Vélètes et d'autres tribus slaves (« Wendes ») au Mecklembourg.
Vers 965, il a pu améliorer les relations avec le duc Mieszko Ier de Pologne qui épousa sa fille Dubravka. En 967, c'est avec des forces conjointes de Boleslav et de Mieszko que le comte saxon Wichmann II fut vaincu et tué au combat dans la ville de Wolin en Poméranie.
Boleslav parachève l'édification d'un État modernisé, il inaugure la frappe monétaire du denier en 955 et transforme en taxe fixée en argent la contribution des habitants libres. D'autre part, il a dû laisser à ses partisans l'administration dans de nombreuses régions. Il cherchait également l'autonomie de l'Èglise de Bohême, mais il n'a pas vu la création du diocèse de Prague en 973.

## Postérité
Boleslav Ier épouse une certaine Biagota, d'origine inconnue, dont il a :
- Boleslav le Pieux (né vers 920 et mort le 7 février 999), qui lui succède en tant que duc de Bohême ;
- Dubravka (née vers 925 et morte en 977), sa fille aînée. Vers 965, séparée du margrave Gunther de Mersebourg, elle épouse le duc Mieszko Ier, fondateur de l'État polonais issu de la maison Piast ;
- Strachkvas dit Christian (né le 28 septembre 929 et mort en 996), moine à Ratisbonne puis évêque de Prague (il est appelé Strachkvas par le chroniqueur Cosmas)[5] ;
- Mlada dite Marie (née vers 935 et morte après 983), sa seconde fille. Celle-ci se rend avec une délégation à Rome et fonde depuis cette ville le premier couvent de bénédictines sur le territoire tchèque, au château de Prague près de la basilique Saint-Georges de Prague. Elle en devient la première abbesse. De ce centre a rayonné le culte de sainte Ludmila de Bohême, grand-mère de Boleslav Ier et de saint Venceslas, assassinée sur ordre de sa belle-fille, Drahomira.